# 종이우산
《종이우산》은 1986년 6월 22일에 MBC TV에서 방영되었던 베스트셀러극장이다.

## 출연
- 노경주
- 강남길
- 김영옥
- 김광배
- 남능미
- 김해숙
- 홍성민
- 신충식
- 김성찬
- 홍성선
- 임문수
- 정희선
- 서권순
- 한영숙
- 윤순홍
- 조형기
- 견미리